# 苍山假毛蕨
苍山假毛蕨（学名：Pseudocyclosorus ducluxii）为金星蕨科假毛蕨属下的一个种。

## 扩展阅读
- 維基物種上的相關：苍山假毛蕨